# 代寧豪森巴赫河
51°33′56″N 7°16′27″E / 51.56556°N 7.27417°E
代寧豪森巴赫河（德語：Deininghauser Bach），是德國的河流，位於該國西部，流經北萊茵-威斯特法倫州，屬於蘭韋爾巴赫河的支流，河道全長9.3公里，流域面積17.2平方公里。